# Eisenbahnunfall im Batignolles-Tunnel

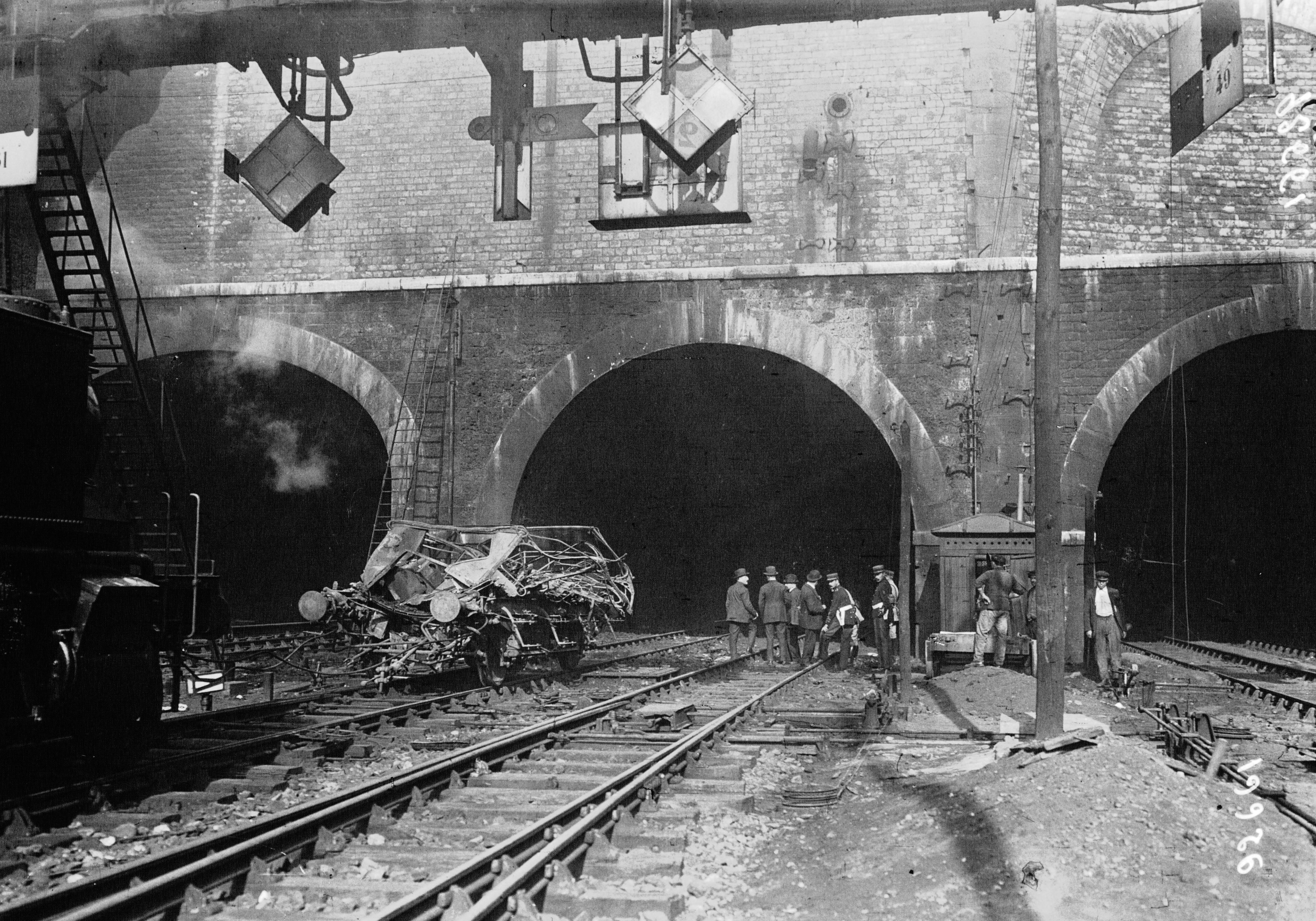
Portal des Batignolles-Tunnels am Tag des Unglücks (5. Oktober 1921)

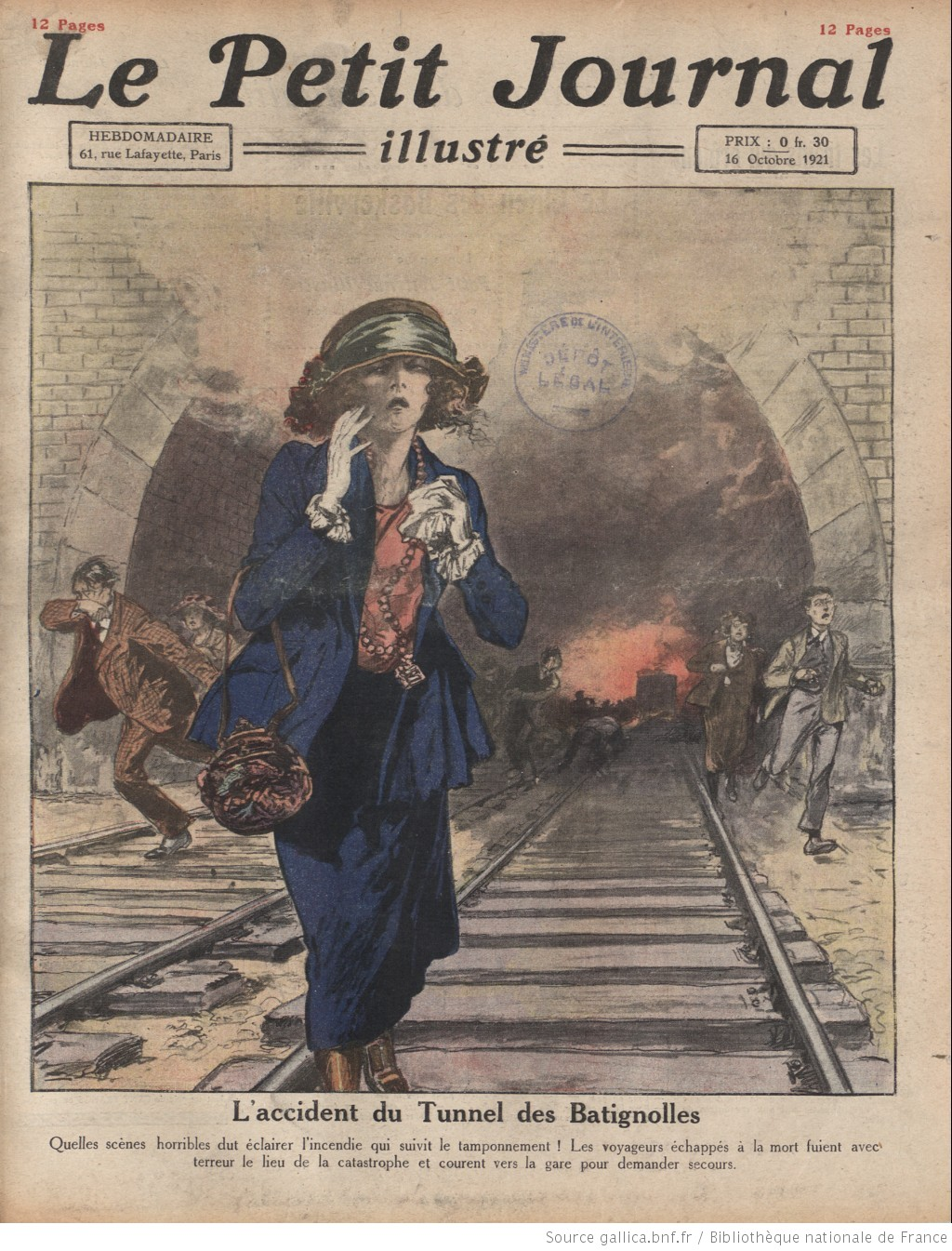
Illustration des Unglücks in Le Petit Journal (16. Oktober 1921)

Der Eisenbahnunfall im Batignolles-Tunnel in Paris war ein Auffahrunfall zweier Züge am 5. Oktober 1921. Dabei starben mindestens 28 Menschen.

## Ausgangslage
Die Bahnstrecke vom Gare Saint-Lazare zum Bahnhof Versailles-Rive-Droite führte aus dem Gleisvorfeld des Bahnhofs Saint-Lazare direkt in die parallel verlaufenden vier Batignolles-Tunnels, die unter Pariser Stadtgebiet verliefen. Eine Tunnelbeleuchtung existierte nicht. Die Personenwagen selbst waren damals noch mit Gasbeleuchtung ausgestattet und besaßen alle Holzaufbauten.

## Unfallhergang
Der Zug Nr. 333, der nach Versailles-Rive-Droite fahren sollte, verließ den Bahnhof. Im Tunnel bemerkte der Lokomotivführer, dass er einige Wagen verloren hatte, und hielt an. Ein folgender Zug, der den Bahnhof planmäßig vier Minuten später verlassen sollte, erhielt versehentlich ebenfalls die Genehmigung zur Ausfahrt und fuhr in völliger Dunkelheit in dem verrauchten Tunnel in die Wagen hinein, die der erste Zug verloren hatte. Dabei wurde der Gasbehälter der Gasbeleuchtung in einem Wagen beschädigt, Gas strömte aus und entzündete sich. Der Brand verbreitete sich auf vier weitere Wagen. Dadurch wurden auch viele Reisende verletzt, die versuchten, zu Fuß aus dem Tunnel zu entkommen.

## Folgen
Mindestens 28 Menschen starben bei dem Zusammenstoß und durch den anschließenden Brand. Infolge des Unfalls wurde die Gasbeleuchtung bei den französischen Eisenbahnen insgesamt aufgegeben und durch elektrisches Licht ersetzt. Drei der Batignolles-Tunnels wurden 1921–1926 geschlitzt und der vierte auf 321 Meter verkürzt.